# Gran Premi d'Alemanya
|  | Aquest article tracta sobre Fórmula 1. Si cerqueu informació sobre motociclisme, vegeu «Gran Premi d'Alemanya de motociclisme». |

El Gran Premi d'Alemanya (Großer Preis von Deutschland) és una carrera vàlida pel campionat mundial de Fórmula 1.

## Història
S'inicia l'any 1907 amb la primera carrera dels Kaiserpreis al circuit de Taunus, on només van participar vehicles de turisme amb motors inferiors a sis litres. La primera carrera va ser guanyada per l'italià Felice Nazzaro amb un Fiat.
L'any 1926 es organitza la carrera de vehicles esportius a la pista Automobil Verkehrs und Übungs-Straße (també coneguda per AVUS) al sud-oest de Berlín, però, degut a un accident on hi van perdre la vida tres persones, el Gran Premi d'Alemanya no es va tornar a córrer a AVUS fins a l'any 1959.
L'any 1927 la carrera marxa a Nürburgring de 28 km, on es va córrer fins a la dècada dels 70. A partir de llavors el Gran Premi d'Alemanya s'anava alternant entre Nürburgring i el circuit de Hockenheim. A partir de la temporada 1986, Hockenheim passa a ser la seu permanent. A la temporada 2007 cau del calendari del Mundial, encara que torna a la temporada següent.

## Guanyadors

Circuit de Nürburgring

| Any  | Pilot              | Equip               | Circuit         | Resultats |
| ---- | ------------------ | ------------------- | --------------- | --------- |
| 2012 | Fernando Alonso    | Ferrari             | Hockenheinmring | Resultats |
| 2011 | Lewis Hamilton     | McLaren - Mercedes  | Nürburgring     | Resultats |
| 2010 | Fernando Alonso    | Ferrari             | Hockenheinmring | Resultats |
| 2009 | Mark Webber        | Red Bull - Renault  | Nürburgring     | Resultats |
| 2008 | Lewis Hamilton     | McLaren - Mercedes  | Hockenheinmring | Resultats |
| 2006 | Michael Schumacher | Ferrari             | Hockenheinmring | Resultats |
| 2005 | Fernando Alonso    | Renault             | Hockenheinmring | Resultats |
| 2004 | Michael Schumacher | Ferrari             | Hockenheinmring | Resultats |
| 2003 | Juan Pablo Montoya | Williams - BMW      | Hockenheinmring | Resultats |
| 2002 | Michael Schumacher | Ferrari             | Hockenheinmring | Resultats |
| 2001 | Ralf Schumacher    | Williams - BMW      | Hockenheinmring | Resultats |
| 2000 | Rubens Barrichello | Ferrari             | Hockenheinmring | Resultats |
| 1999 | Eddie Irvine       | Ferrari             | Hockenheinmring | Resultats |
| 1998 | Mika Häkkinen      | McLaren - Mercedes  | Hockenheinmring | Resultats |
| 1997 | Gerhard Berger     | Benetton - Renault  | Hockenheinmring | Resultats |
| 1996 | Damon Hill         | Williams - Renault  | Hockenheinmring | Resultats |
| 1995 | Michael Schumacher | Benetton - Renault  | Hockenheinmring | Resultats |
| 1994 | Gerhard Berger     | Ferrari             | Hockenheinmring | Resultats |
| 1993 | Alain Prost        | Williams - Renault  | Hockenheinmring | Resultats |
| 1992 | Nigel Mansell      | Williams - Renault  | Hockenheinmring | Resultats |
| 1991 | Nigel Mansell      | Williams - Renault  | Hockenheinmring | Resultats |
| 1990 | Ayrton Senna       | McLaren - Honda     | Hockenheinmring | Resultats |
| 1989 | Ayrton Senna       | McLaren - Honda     | Hockenheinmring | Resultats |
| 1988 | Ayrton Senna       | McLaren - Honda     | Hockenheinmring | Resultats |
| 1987 | Nelson Piquet      | Williams - Honda    | Hockenheinmring | Resultats |
| 1986 | Nelson Piquet      | Williams - Honda    | Hockenheinmring | Resultats |
| 1985 | Michele Alboreto   | Ferrari             | Nürburgring     | Resultats |
| 1984 | Alain Prost        | McLaren - TAG       | Hockenheinmring | Resultats |
| 1983 | René Arnoux        | Ferrari             | Hockenheinmring | Resultats |
| 1982 | Patrick Tambay     | Ferrari             | Hockenheinmring | Resultats |
| 1981 | Nelson Piquet      | Brabham - Ford      | Hockenheinmring | Resultats |
| 1980 | Jacques Laffite    | Ligier - Ford       | Hockenheinmring | Resultats |
| 1979 | Alan Jones         | Williams - Ford     | Hockenheinmring | Resultats |
| 1978 | Mario Andretti     | Lotus Cars - Ford   | Hockenheinmring | Resultats |
| 1977 | Niki Lauda         | Ferrari             | Hockenheinmring | Resultats |
| 1976 | James Hunt         | McLaren - Ford      | Nürburgring     | Resultats |
| 1975 | Carlos Reutemann   | Brabham - Ford      | Nürburgring     | Resultats |
| 1974 | Clay Regazzoni     | Ferrari             | Nürburgring     | Resultats |
| 1973 | Jackie Stewart     | Tyrrell - Ford      | Nürburgring     | Resultats |
| 1972 | Jacky Ickx         | Ferrari             | Nürburgring     | Resultats |
| 1971 | Jackie Stewart     | Tyrrell - Ford      | Nürburgring     | Resultats |
| 1970 | Jochen Rindt       | Lotus Cars - Ford   | Hockenheinmring | Resultats |
| 1969 | Jacky Ickx         | Brabham - Ford      | Nürburgring     | Resultats |
| 1968 | Jackie Stewart     | Matra - Ford        | Nürburgring     | Resultats |
| 1967 | Denny Hulme        | Brabham - Repco     | Nürburgring     | Resultats |
| 1966 | Jack Brabham       | Brabham - Repco     | Nürburgring     | Resultats |
| 1965 | Jim Clark          | Lotus Cars - Climax | Nürburgring     | Resultats |
| 1964 | John Surtees       | Ferrari             | Nürburgring     | Resultats |
| 1963 | John Surtees       | Ferrari             | Nürburgring     | Resultats |
| 1962 | Graham Hill        | BRM                 | Nürburgring     | Resultats |
| 1961 | Stirling Moss      | Lotus Cars - Climax | Nürburgring     | Resultats |
| 1959 | Tony Brooks        | Ferrari             | AVUS            | Resultats |
| 1958 | Tony Brooks        | Vanwall             | Nürburgring     | Resultats |
| 1957 | Juan Manuel Fangio | Maserati            | Nürburgring     | Resultats |
| 1956 | Juan Manuel Fangio | Lancia - Ferrari    | Nürburgring     | Resultats |
| 1954 | Juan Manuel Fangio | Mercedes            | Nürburgring     | Resultats |
| 1953 | Giuseppe Farina    | Ferrari             | Nürburgring     | Resultats |
| 1952 | Alberto Ascari     | Ferrari             | Nürburgring     | Resultats |
| 1951 | Alberto Ascari     | Ferrari             | Nürburgring     | Resultats |